# Chiến dịch Nam Kinh (1659)
Chiến dịch Nam Kinh là một loạt các trận đánh diễn ra tại Giang Tô, Chiết Giang và Nam Kinh. Quân Thanh đã giành thắng lợi quyết định đánh bại hoàn toàn quân đội của tướng Trịnh Thành Công bảo vệ Nam Kinh.

## Bối cảnh
Năm Thuận Trị thứ 15 (năm 1658), quân Thanh chia làm ba lộ đồng loạt tấn công đánh chiếm Quý Châu. Lý Định Quốc chiến bại, chính quyền Vĩnh Lịch rơi vào hoàn cảnh khó khăn và nguy hiểm. Trịnh Thành Công nhận thấy chủ lực quân Thanh tập trung tại Vân Nam và Quý Châu, cho 
rằng đây là thời cơ tốt để bắc phạt, quyết định đích tân soái lĩnh quân đội chủ lực và chiến hạm một lần nữa bắc phạt Nam Kinh.
Ngày 27 tháng 5, Cam Huy dẫn quân đánh chiếm Đồng Sơn (nay là Đỉnh huyện Phúc Châu Phúc Kiến, Viện Cảnh Chiết Giang). 10 tháng 6, Trương Hoàng Ngôn, Cam Huy, Mã Tín tập trung binh lực tiến công Ôn Châu phủ thuộc Thụy An huyện thành. Triều đình nhà Thanh tập trung binh lực tại Chiết Giang thiết lập phòng tuyến tại Hà Nam, Giang Tây, Sơn Đông, Sơn Tây phòng thủ quân Trịnh tấn công.
Tại Ôn Châu, Trịnh Thành Công hạ lệnh thao luyện binh mã, chuẩn bị bắc phạt, tiến quân vào Trường Giang, giải phóng Nam Kinh. Ngày 9 tháng 8, Trịnh Thành Công soái lĩnh đại quân từ Châu Sơn tiến đánh Dương Sơn (nay là Đại Dương Sơn, thuộc Khi Khu quần đảo) tạo lập căn cứ chuẩn bị tiến đánh Nam Kinh.

## Diễn biến

### Quân Trịnh bắc phạt
Năm Thuận Trị thứ 16 (năm 1659), tháng 4, Trịnh Thành Công và Trương Hoàng Ngôn hợp lực được hơn 100.000 quân bắc phạt. Ngày 28 tháng 4,tấn công Định Hải Chiết Giang. Qua hai ngày giao chiến ác liệt, quân Trịnh tiêu diệt quân Thanh đang trấn thủ, giải phóng pháo đài Định 
Hải quan, đánh đắm hơn 100 chiến hạm thủy quân Thanh. Sau đó, thừa thắng quân Trịnh tiếp tục tiến công Ninh Ba phủ Chiết Giang.
Ngày 19 tháng 5, quân Trịnh tiến đến Ngô Tùng khẩu, Trịnh Thành Công phái người bí mật liên lạc với thủ vệ Mã Bồng Tri là tướng giữ Ngô Tùng khẩu kêu gọi ông ta hưởng ứng khởi nghĩa.Tuy nhiên, Mã Bồng Tri án binh bất động, chờ xem quân Trịnh tiến công Nam Kinh thắng bại 
mới tỏ thái độ. 
Ngày 1 tháng 6, quân Trịnh tiến đánh Giang Dương. Trịnh Thành Công tiếp thu kiến nghị của chư tương không đánh những huyện nhỏ mà tấn công về phía tây xâm nhập nội địa.
Ngày 16 tháng 6, quân Trịnh tấn công Qua Châu, phá tan quân Thanh chém đầu tướng du kích là Tả Vân Long. Tiên đoán quân Thanh sẽ liên kết chiến hạm, phong tỏa đường thủy, đường biển hình thành phòng tuyến Cổn Giang Long ngăn chặn quân Trịnh tiến công Nam Kinh. Quân Trịnh vòng qua Chương Gia Châu tránh mai phục của quân Thanh rồi đột kích Qua Châu. Trong một ngày, quân Trịnh giải phóng Qua Châu, tuần phủ Thao Giang Châu Y Trợ đầu hàng. Trịnh Thành Công lệnh cho Lưu Du trấn thủ Qua Châu tiểu trừ tàn quân Thanh.
Ngày 22 tháng 6, Quân Trịnh đánh tan quân Thanh do tuần phủ Giang Ninh Tưởng Quốc Trụ chỉ huy tại Lương Sơn Trấn Giang. Quan đề đốc Quãn Hiếu Trung phái quân chi viện Trấn Giang. Tuy nhiên, tướng giữ thành Trấn Giang Cao Khiêm và tri phủ Đái Hà hiến thành Trấn Giang đầu hàng quân Trịnh. Trịnh Thành Công lệnh hữu võ vệ tướng quân Châu Toàn Bân và hậu xung trấn Hoàng Chiêu tiến quân vào trấn thủ thành Trấn Giang. Cho hàng tướng Cao Khiêm tham gia thủ thành, để công quan Mã Trừng Thế và Đái Hà quãn lý Trấn Giang. Ngày 26 tháng 6, Trương Hoàng Ngôn cùng phối hợp cùng Trịnh Thành Công tiến công Nam Kinh.

### Quân Thanh phòng thủ
Đầu tháng 7 năm 1659, thừa thắng chủ lực quân Trịnh từ Quán Âm Môn tiến công thành Giang Ninh. Trương Hoàng Ngôn khuyên Trịnh Thành Công nên thừa thắng đánh ngay Nam Kinh. Trịnh Thành Công dẫn đại quân phân binh bao vây Nam Kinh. Tổng binh Giang Ninh Lang Đình Tá một mặt sai người đến đại bản doanh quân Trịnh tỏ ý quy thuận để thi hành kế hoãn binh. Trịnh Thành Công phát sinh tư tưởng kiêu ngạo khinh địch bất chấp can ngăn của Cam Huy và các bộ tướng chỉ đóng quân hạ trại tại ngoài thành Nam Kinh án binh bất động không tấn công. 
Lang Đình Tá vội vã khẩn cấp báo tin tình hình Nam Kinh cho triều đình nhà Thanh biết. Thuận Trị đế, sau khi nghe tin Trịnh Thành Công bao vây Nam Kinh lấy làm kinh ngạc di thường. Thuận Trị lo lắng nếu như Nam Kinh thất thủ thì một dãy giang sơn phía nam sông Trường Giang sẽ mất về tay các thế lực phản Thanh phục Minh và cũng sẽ có nhiều người hưởng ứng tạo phản triều đình nhà Thanh có nguy cơ diệt vong.
Thuận Trị phong Đạt Tố làm an nam tướng quân, con cháu quân Bát Kỳ là Cổ Sơn Ngạch Chân Tố Hồng làm vệ quân tổng lệnh đem đại quân tăng viện Giang Tô, giải vây Nam Kinh. Bổ nhiệm đề đốc Giang Tây Dương Tiệp làm Tùy Chinh tả lộ quan tổng binh, tổng binh Ninh Hạ Lưu Phương Danh làm Tùy Chinh hữu lộ quan tổng binh, thống lĩnh thủ hạ binh mã tại Giang Tây, Ninh Hạ ngăn cản quân Trịnh tấn công.
Quân Trịnh vây thành Nam Kinh hơn 10 ngày vẫn không phát động tấn công khiến cho sỉ khí giảm sút. Cam Huy nhiều lần can gián nhưng Trịnh Thành Công bỏ ngoài tai trong quân Thanh trong thành Nam Kinh khẩn trương bố trí phòng thủ chờ viện binh. phản công. Chỉ huy quân đội Bát Kỳ Khách Khách Mộc đem quân đến ngoại thành Nam Kinh mai phục chờ lệnh.Lang Đình Tá hạ lệnh chiêu một thủy thủ, trang bị vũ khí, chuẩn bị phản công.

### Quân Thanh phản công
Cuối tháng 7 năm 1659, quân Thanh tăng cường phòng thủ Nam Kinh. Trịnh Thành Công chính đốn quân đội tấn công Nam Kinh nhưng không hạ được thành. Lương Hóa Phong dẫn kỵ binh từ Nghi Phong môn, Quan Hiếu Trung từ Chung Phụ môn đột kích doanh trại Dư Tân. Dư Tân binh bại bị quân Thanh bắt. Sau đó, quân Thanh phục binh ngoài doanh trại quân Trịnh chuẩn bị tấn công. Sau khi, tập hợp đủ binh lực quân Thanh toàn diện phát động tấn công. Quân Trịnh đại bại rút chạy.
Trịnh Thành Công tiến quân đến Quán Âm Sơn và Quán Âm Môn chuẩn bị đồng thanh quyết chiến với quân Thanh. Phái tả tiên phong trấn Dương Tổ thống lĩnh quân đội đánh tả trấn Diêu Quốc Thái, hậu kính Dương Chính. Để tướng trung quân Giám Diễn đóng tại Đại Sơn, yễm trợ tiền quân. Trung quân Cam Huy và ngũ quân Trương Anh phục binh phía sau núi. Tả võ vệ Lâm Thắng và hữu hổ vệ Trần Khôi xuống núi nghênh địch. Bản thân cùng tả hổ vệ Trần Bàng, tả trung trấn Phương Lục đóng tại Quán Âm môn tiếp ứng. Để đề đốc Phương Lệ, Tuyên Nghị Tả trấn Phương Nghĩa đóng quân tại cầu Đại Kiều. Tả đề đốc Mã Tín và Ngô Mông, chính quân trấn Hàn Anh, Hoàng An thống lĩnh thủy sư phong thủ quân Thanh tấn công từ phía sau.
Tại Nam Kinh, sau khi giải vây các tướng Lương Hóa Phong, Quản Hiếu Trung đem quân xuất thành truy kích quân Trịnh. Ngang Bang Chương Kinh Khách Khách Mộc, Mai Cách Chương Kinh Cát Trữ Cáp, Mã Nhĩ Tái và tổng binh Lương Hóa Phong đợi chủ lực quân lục lộ xuất chiến, đề đốc Quản Hiếu Trung đợi lệnh đem thủy quân phối hợp. Tổng đốc Lang Đình Tá thủ thành. Ngày 24 tháng 7, quân Thanh tiến đến Quán Âm Sơn tấn công quân đội Dương Tổ. Quân Trịnh tuy anh dũng chiến đấu nhưng binh lực không đủ sức kháng địch đông hơn nhiều. Giám Diễn trận vong, Dương Chính, Dương Tổ, Diêu Quốc Thái dẫn tàn quân bỏ trốn, Sơn Đầu Toại bị quân Thanh đánh chiếm. Trịnh Thành Công phái Trần Bàng, Phương Lục cứu viện nhưng không kịp. Quân Thanh đóng trại trên núi giao chiến với quân Trịnh ác liệt. Quân Thanh bao vây tấn công mãnh liệt Cam Huy và Trương Anh. Hai tướng liều chết tử chiến, Cam Huy bị bắt, Trương Anh trận vong. Quân Thanh tiếp tục tấn công doanh trại Lâm Thắng, Trần Khôi. Phương Lễ đóng quân tại cầu Đại Kiều bị quân Thanh vây đánh, binh bại, bị bắt. Phương Nghĩa theo đường thủy bỏ trốn. Trịnh Thành Công thấy cục diện thất bại, mệnh lệnh tham quân vệ quan Phan Canh và Hoàng Cái bảo vệ hậu quân.
Cục diện thất bại đã định, quân Thanh thừa thắng truy kích quân Trịnh, Phan Canh trận vong.
Trịnh Thành Công thu thập tàn quân theo hướng đông rút lui ra Hoàng Hải.

## Ảnh hưởng
Đầu tháng 8 năm 1959, Quân Trịnh tiến quân đến đảo Sùng Minh. Trịnh Thành Công quyết định trước lấy đảo Sùng Minh làm căn cứ địa, sau phái người về Hạ Môn điều động thêm quân tiếp viện ý đồ tái tổ chức quân đội tiếp tục tấn công Giang Ninh. Quân Thanh sử dụng hồng y đại pháo bắn phá chiến hạm quân Trịnh. Hạm đội quân Trịnh bị trúng đạn tử thương vô số, nhiều chiến hạm bị bắn chìm. Tấn công đảo Sùng Minh thất bại Trịnh Thành Công hạ lệnh rút lui, theo đường biển rút về phía nam. Ngày 7 tháng 9, quân Trịnh rút lui về Hạ Môn cố thủ.
Quân Trịnh chiến bại tại thành Nam Kinh, nguyên khí và binh lực bị tổn thất nặng nề, hạm đội buộc phải rút chạy về hướng đông ra biển. Trịnh Thành Công không thể nào tái lập lực lượng bắc phạt thêm một lần nữa.